# Андрійко (фільм, 1958)
«Андрійко» (рос. «Андрейка») — радянський кольоровий художній фільм 1958 року, знятий на кіностудії «Ленфільм».

## Сюжет
Липневі дні 1917 року в Петрограді. На вулиці вийшли сотні демонстрантів, в їх рядах і люди похилого віку, і діти. Вони йдуть з червоними прапорами, співають пісні. І раптом з горища лунає кулеметна черга. На бруківку падають убиті й поранені. І відразу ринули з провулків загони кінних козаків … Дивом уцілів в цій переробці Андрійко, син пітерського робітника. А ось у маленької Оленки вбили матір. Так в Андрійка з'явилася сестричка. Тимчасовий уряд видає указ про арешт Леніна. По всьому Петрограду нишпорять шпики. Один з них, прапорщик Звонков (Кирило Лавров), під виглядом двірника дядька Віті оселився недалеко від Андрійкиного будинку. Веселий і товариський, він відразу привернув до себе дітей. Якось пізно ввечері, коли Андрійко вже засинав, батько повідомив дружині, що скоро до них повинен прийти сам Ленін. І Андрійко вирішив допомогти дорослим. Приховав він для Леніна хліб. Ось тільки курива ніяк не міг дістати. Тоді він разом з дружком своїм Ваською звернувся за порадою до дядька Віті. «Все зроблю, хлопці», — запевнив той … Важко переживала смерть матері Оленка, ні слова з того часу не промовила. А тут і зовсім злягла, захворіла. Лікар сказав — справи кепські. Не встиг лікар піти, як важкі удари потрясли двері. В кімнату увірвалися юнкери. Це дядько Вітя, прийнявши лікаря за Леніна, привів патруль. Не зумівши захопити Леніна, юнкери заарештовують Андрійкиного батька. Андрійко тепер зрозумів, хто такий цей «дядько Вітя».

## У ролях
- Боря Васильєв — Андрійко
- Микола Тимофєєв — Решетін
- Лілія Гриценко — Анна
- Олександр Ларіков — Рубльов
- Тетяна Хорішко — Оленка
- Сашко Виноградов — Іллюшка
- Кирило Лавров — Віктор Звонков
- Віктор Чекмарьов — лікар
- Олександр Мазаєв — Максимов
- В. Горохов — епізод
- Геннадій Малишев — матрос-анархіст
- Микола Мельников — Васька
- Микола Гаврилов — шпик
- Абрам Шейн — В. І. Ленін
- Леонід Любашевський — Я. М. Свердлов
- Любов Малиновська — Анфіса, мати Васьки
- Ольга Порудолинська — Наталія Миколаївна
- Аркадій Трусов — матрос в Смольному
- Єлизавета Уварова — бабка Віра
- Олексій Коротюк — Петро Іванович Незванов, електромонтер
- Наталія Кудрявцева — мати Оленки
- Володимир Васильєв — Артур Петрович, начальник електростанції
- Володимир Волчик — Ф. Е. Дзержинський
- Владислав Стржельчик — офіцер
- Зоя Александрова — білогвардійка
- Георгій Самойлов — провокатор
- Степан Крилов — солдат
- Олександр Мельников — робітник
- Михайло Мудров — робітник
- Сергій Боярський — офіцер
- Віктор Харитонов — білогвардієць
- Віктор Чайников — старожил

## Знімальна група
- Режисер-постановник — Микола Лебедєв
- Сценарист — Олександр Попов
- Оператор-постановник — Семен Іванов
- Композитор — Володимир Маклаков
- Художник-постановник — Олексій Федотов